# Перетрухин, Владимир Федорович
Владимир Федорович Перетрухин (25 августа 1940 - 8 сентября 2023) — советский и российский ученый в области радиохимии, доктор химических наук, заслуженный деятель науки Российской Федерации, лауреат Государственной премии СССР. Основные работы В.Ф. Перетрухина посвящены химии актинидов, радиоэкологии и ядерной трансмутации.

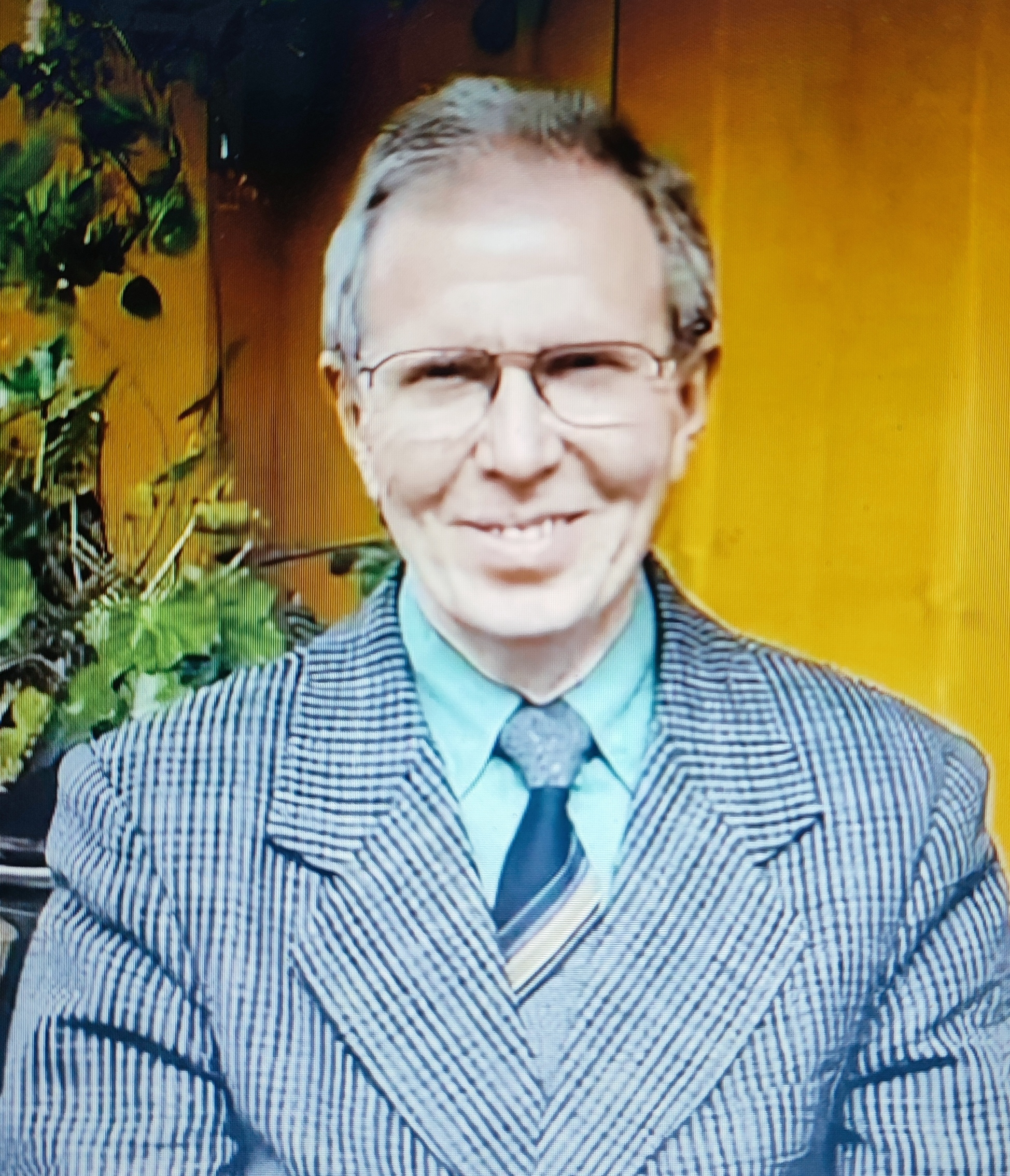
Проф. В.Ф. Перетрухин в Радиохимическом корпусе ИФХЭ РАН, 2019 г.

## Биография
Родился в городе Сортавала Карело-Финской АССР.
Альма-матер: Московский Государственный Университет им. М. В. Ломоносова, 1956—1961. Дипломная работа выполнена в лаборатории Анны Дмитриевны Гельман по химии и электрохимии урана.
По окончании МГУ командирован в качестве преподавателя химии в Гвинейский Политехнический институт (Конакри, Гвинея), где создал лабораторию химии и проработал 3 года. По возвращении в 1963 г. поступил в ИФХ АН СССР в лабораторию радиохимических исследований академика Виктора Ивановича Спицына (которую возглавил в 1988 году, и передал преемнику — К. Э. Герману в 2012 . Кандидатскую диссертацию на тему «Электролитическое получение и устойчивость низших валентных форм урана в водных растворах» В. Ф. Перетрухин защитил в 1968 г., докторскую в 1980 . Многие его работы посвящены окислительно-восстановительным реакциям актинидов. Открыл состояние окисления шестивалентного кюрия путем бета-распада америция. Участвовал в программе получения плутония-238 для космических исследований.
В 1980 - 1985 Зам. директора ИФХ АН СССР по науке (ответственный за Отдел радиохимии).
В 1985—1988 командирован в Ливийский исследовательский центр «Тажура», где руководил Радиохимическим отделом.
По возвращении возглавил лабораторию радиохимических исследований ИФХ АН СССР (после кончины академика Виктора Спицына) (впоследствии реорганизованной в лабораторию химии технеция
В 1989 −1995 гг организовал в ИФХЭ РАН группу подготовки радиохимиков высшей квалификации для Ливийского исследовательского центра «Тажура».
В. Ф. Перетрухин был руководителем у докторов Сами Эльваера (совместно с К. Э. Германом ) и Мохаммеда Абузвида.
Был инициатором и руководителем совместных научных работ ИФХЭ РАН с Комиссариатом по Атомной Энергии  (Commisariat a'Energie Atomique, Франция) в 1992—2008 гг., с Департаментом Энергетики США (1995—2005 гг) , JAERI (Япония, 1999—2004), Институтом Ядерной физики (Institut Physique Nucleaire, Орсэ, Франция 1992—2011)   и др.
В 1999 - 2001 гг был командирован в Ядерный Центр Кадараш (CEN Cararache, CEA, France), в 2002 - 2003 в Центр Ядерных Исследований Бордо-Градиньян (CENBG, CNRS, Франция).
В 1996—2010 гг В. Ф. Перетрухин прилагал огромные усилия к развитию программы ядерной трансмутации технеция в России. Разработал методы получения материалов мишеней для трансмутации в виде металлического технеция. В результате этих работ получены образцы искусственного стабильного рутения-100.

## Научные работы
В.Ф. Перетрухин - автор более 200 работ, как лично, так и в соавторстве с такими учеными как А.Д. Гельман, Н.Н. Крот, А. М. Федосеев, А. В. Ананьев, В. П. Шилов, К. Э. Герман, Ф. Давид, К. Делегард, Ш. Мадик,  М. Симонофф, А. Г. Масленников.. Большинство его работ представлено на странице  и .
Является автором открытия шестивалентного кюрия.

## Историк науки
Исключительное значение имеет ряд работ В.Ф. Перертрухина, связанных с популяризацией ядерной химии, историей развития радиохимии , написанные в сотрудничестве с американским коллегой Кальвином Делегардом , истории Российско-французского сотрудничества в радиохимии 

## Наукометрические данные
В системе "Истина" :IstinaResearcherID (IRID): 98904413  
На сайте Researchgate : Peretrukhin VF
Scopus: Peretrukhin V.F.